# Bois Doré
Bois Doré es una mansión estilo château francés construida en 1927 en Newport (Estados Unidos). La casa tiene una historia única e ilustre, y es parte del distrito histórico de Ochre Point-Cliffs.
Bois Dore fue diseñado por el arquitecto de Nueva York Charles A. Platt para William Fahnestock, un banquero de Nueva York. Se describe como una de las últimas grandes casas construidas en Newport.
Luego fue propiedad de la heredera de Campbell's Soup, Elinor Winifred Dorrance Hill Ingersoll, quien se casó con el vicealmirante Stuart Ingersoll, USN.
Más tarde, fue propiedad de la heredera del petróleo Carolyn Mary Skelly, hija de William Grove Skelly, que una vez fue apodada la "mujer más robada en los Estados Unidos" por el Boston Globe.